# Holt Castle
Holt Castle ist die Ruine einer Spornburg in der Stadt Holt in der walisischen Verwaltungseinheit Wrexham County Borough. Die Arbeiten an der Burg begannen während des englisch-walisischen Krieges im 13. Jahrhundert. Die Burg lag an der englisch-walisischen Grenze an den Ufern des Dee.
Im Mittelalter wurde die fünftürmige Festung Castrum Leonis oder Castle Lyons genannt, weil ein Löwe in das Mauerwerk über dem Haupteingang gehauen war. Im 17. Jahrhundert wurde fast das gesamte Mauerwerk von dem Gelände entfernt. Heute sind im Wesentlichen nur noch die Sandsteinfundamente erhalten.

## Architektur
Die Burg, die zwischen 1277 und 1311 errichtet wurde, war aus lokalem Sandstein auf einem 12 Meter hohen Felsvorsprung erbaut. Sie hatte einen fünfeckigen Grundriss und einen Turm an jeder der Ecken.
Die Burg hatte eine gestufte Rampe zum Haupteingang, eine Barbakane, eine Kernburg, ein Ausfalltor und eine Kurtine.
Sie war von einem wassergefüllten Graben umgeben, dessen Wasser aus dem Dee kam.
Die Burg besaß auch Türme, die gegen die Felsen außerhalb der Kurtine gebaut waren, ähnlich denen der Kernburg von Ruthin Castle und Conwy Castle.

## Geschichte

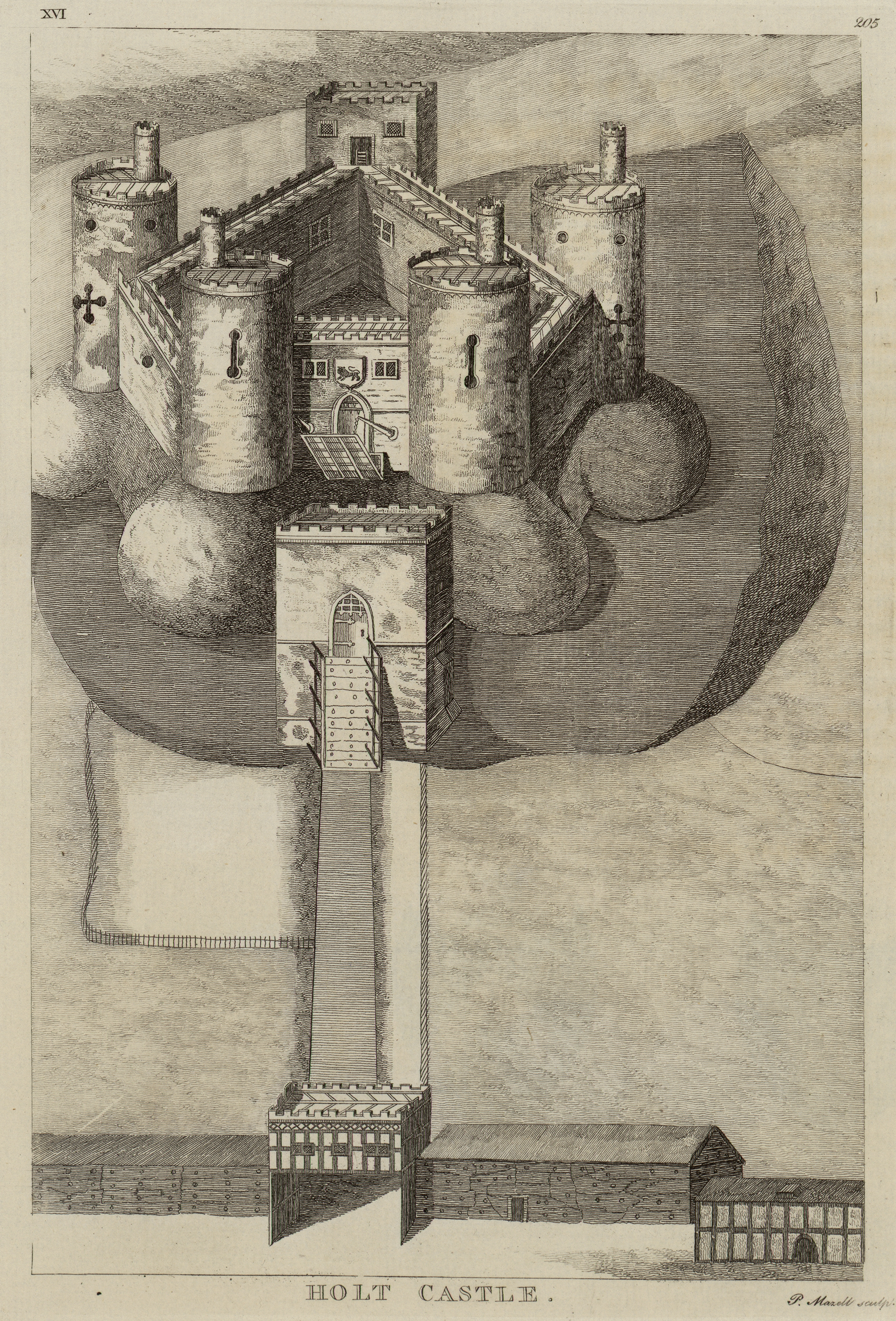
Holt Castle

Mit dem Bau von Holt Castle ließ König Eduard I. von England auf einem Sandsteinfundament in der Nähe des Dee bald nach der walisischen Invasion von Nordwales im Jahre 1277 beginnen. 1282 verlehnte der König die walisischen Ländereien, auf denen Holt Castle lag, an den örtlichen Lord John de Warenne, dem ebenfalls die Aufgabe übertragen wurde, die Burg fertigzustellen. 1311 wurde der Bau beendet und eine Siedlung daneben für die englischen Siedler angelegt.
Ein Jahrhundert später, während des von Owain Glyndŵr geführten Aufstandes von 1400, brannten walisische Streitkräfte die Siedlung nieder, aber die Burg konnten sie nicht einnehmen. Bis zum 16. Jahrhundert war Holt Castle nicht mehr genutzt und verfallen. Der englische Kartograf aus elisabethanischer Zeit John Norden berichtete über die Burg, dass sie „jetzt in argem Verfall“ war.
Die meiste Zeit des englischen Bürgerkrieges war Holt Castle mit royalistischen Truppen belegt. 1643 wurde es von den Roundheads eingenommen, aber im Frühjahr 1644 von den Royalisten zurückerobert. Nachdem sich die Parlamentaristen ergeben hatten, wurden 13 von ihnen geköpft und ihre Leichen in den Burggraben geworfen. Im Januar 1647 ergab sich der royalistische Gouverneur, Sir Richard Lloyd, nach einer neunmonatigen Belagerung Thomas Mytton, dem Kommandeur der belagernden Parlamentaristen. Nach der Aufgabe von Holt Castle war Harlech Castle die einzige Festung in Wales, die noch von den Royalisten besetzt war; sie fiel im März 1647 an Mytton. Nach der Übergabe wurde Colonel Roger Pope zum parlamentaristischen Gouverneur von Holt Castle ernannt. Auf Befehl des Parlaments wurde Holt Castle später im selben Jahr geschleift.
Zwischen 1675 und 1693 ließ Sir Thomas Grosvenor, 3. Baronet of Eaton, einen großen Teil der Burg abreißen und die Bausteine mit Booten flussabwärts transportieren, um nach dem Bürgerkrieg Eaton Hall wiederaufzubauen.
Im 18. Jahrhundert war alles, was von Holt Castle noch übrig war, ein Teil eines Turms und ein rechteckiges Gebäude.

### Heute
Heute sind von der Burg nur noch die Sandsteinfundamente erhalten. Darüber hinaus kann man nur noch einige, kleine Mauerwerksreste erkennen, wie das Ausfalltor, ein Strebewerk und die Fundamente eines Turms mit quadratischem Grundriss.
Holt Castle gilt als historisches Bauwerk Grade II*.